# Parsec
Parsec er en enhed for afstande inden for astronomi.
Parsec står for "parallax of one arc sec" (på dansk "parallaksen for et buesekund") og er defineret som den ene katete i en retvinklet trekant, hvor den anden katete er Jordens middelafstand til Solen (1 astronomisk enhed = AU) og den modstående vinkel er på et buesekund. Sagt på en anden måde: På 1 parsecs afstand har Jordens middelafstand til Solen en vinkeludstrækning på 1 buesekund.
Stjerners tilsyneladende størrelsesklasser sammenlignes i standardafstanden 10 parsec som bruges til at omregne den tilsyneladende størrelsesklasse m til den absolutte størrelsesklasse M med følgende formel: M = m + 5 − 5 * log(d) ,
hvor d er stjernens afstand i parsec.
Parsec angives som enhed med forkortelsen pc. 
- 1 pc = (1 AU)/tan(1 ") = ca. 206.265 AU = ca. 3,262 lysår = ca. 3,085 677 580 666 31 × 1016m. Afstande til stjerner og størrelser af kuglehobe måles i parsec; Solsystemets nærmeste stjerne, Proxima Centauri, er 1,29 pc væk.
- 1 kpc = 1 kiloparsec = 1.000 parsec ≈ 3.262 lysår. Afstande i Mælkevejen måles i kpc; 8,5 kpc til centrum (IAU (Internationale Astronomiske Union)s standardafstand på 8,0 kpc er lidt forældet), 12-15 kpc i radius.
- 1 Mpc = 1 megaparsec = 1 million parsec ≈ 3,262 mio. lysår. Afstande til galakser og galaksehobe måles i Mpc; Andromedagalaksen (M31) 0,77 Mpc, Virgohoben er 15 Mpc væk og 3 Mpc i diameter.
- 1 Gpc = 1 gigaparsec = 1 milliard parsec ≈ 3,262 mia. lysår. Afstande til kvasarer og længere væk måles i Gpc; Kvasaren 3C 273 0,9 Gpc og partikelhorisonten 14 Gpc.

## Volumenmål
Solen er alene i sin kubikparsec (1 pc3 = 2,938 × 1040 km3), mens stjernetætheden i kuglehobe er fra hundrede til tusinde stjerner per kubikparsec.
Til at bestemme antallet af stjerner i Mælkevejen, udvælges volumener i forskellige retninger. Populationen af stjerner tælles i disse volumener, der hver har en størrelse på 1 kubikkiloparsec (1 kpc3 = 1 milliard pc3), og det totale antal bestemmes ved interpolation. Samme procedure for antallet af kuglehobe i Mælkevejen.
Til at bestemme antallet af galakser i superhobe, udvælges volumener. Populationen af galakser bestemmes og tælles i disse volumener, der hver har en størrelse på 1 kubikmegaparsec (1 Mpc3 = 1 milliard kpc3), og det totale antal bestemmes ved interpolation. Det store tomrum (void) i retning af Bjørnevogteren måles i Mpc3.
Til at bestemme mængden af stof i det observerbare univers, udvælges volumener i forskellige retninger. Galakserne og kvasarerne tælles i disse volumener, der hver har en størrelse på 1 kubikgigaparsec (1 Gpc3 = 1 milliard Mpc3), og resultatet bestemmes ved interpolation.[kilde mangler]